# Idris Barzani
Idris Barzani (* 1944; † 31. Januar 1987; kurdisch ئیدریس بارزانی Idrîs Barzanî) war ein kurdischer Politiker im Irak. Er war der Sohn des DPK-Gründers Molla Mustafa Barzani und der Vater von Nêçîrvan Idrîs Barzanî.
Zusammen mit seinem Bruder Masud Barzani, dem ehemaligen Präsidenten der Autonomen Region Kurdistans, übernahm er nach dem Tod seines Vaters die Führung der DPK im Irak. Er war oft auf diplomatischen Reisen für die DPK unterwegs gewesen. Unerwartet verstarb er am 31. Januar 1987 an einem Herzinfarkt.
Er war einer der führenden Personen des Barzanistamms. Sein Onkel Ahmed Barzani war das offizielle Oberhaupt, während sein Vater Mulla Mustafa Barzani tatsächlich die Führung übernommen hatte. Idris Barzani und sein Bruder heirateten Töchter von Ahmed Barzani. Ihr Schwager und Cousin führte eine eigenständige fundamentalistische Gruppe des Kurdischen Widerstandes, welche der DPK positiv gegenüberstand.